# Wikipedia în retoromană
Wikipedia în retoromană (în retoromană: Vichipedia rumantscha) este o versiune retoromană a Wikipediei, o enciclopedie cu licență gratuită..